# Tachikawa Ki-74
Tachikawa Ki-74 là một loại máy bay ném bom/trinh sát tầm xa thử nghiệm của Nhật Bản trong Chiến tranh thế giới II.

## Tính năng kỹ chiến thuật (Ki-74)
Dữ liệu lấy từ The Imperial Japanese Secret Weapons Museum ; Japanese AIrcraft of the Pacific War
Đặc điểm tổng quát
- Kíp lái: 5
- Chiều dài: 17,65 m (57 ft 11 in)
- Sải cánh: 18,6 m (61 ft.5 in)
- Chiều cao: 5,1 m (16 ft 9 in)
- Diện tích cánh: 80 m² (860,8 ft²)
- Trọng lượng rỗng: 10.200 kg (22.481 lb)
- Trọng lượng có tải: 19.400 kg (42.758 lb)
- Trọng tải có ích: 9.200 kg (20.277 lb)
- Trọng lượng cất cánh tối đa: kg (lb)
- Động cơ: 2 × Mitsubishi Ha-104 Ru, 1.491 kW (2.000 hp)  mỗi chiếc

 Hiệu suất bay 
- Vận tốc cực đại: 570 km/h (308 knot, 354 mph)
- Vận tốc hành trình: 400 km/h (216 knot, 249 mph)
- Tầm bay: 8.000 km (4.324 nmi, 4.972 mi)
- Trần bay: 12.000 m (39.370 ft)
- Tải trên cánh: 242,5 kg/m² (49,7 lb/ft²)
- Công suất/trọng lượng: 0,154 kW/kg (0,093 hp/lb; 0,206 hp/kg)

Trang bị vũ khí

- 1x Súng máy Ho-103 12,7-mm (0.5-in)
- 1.000 kg (2.205 lb) bom